# Molino Harinero Nant Fach
El Molino Harinero Nant Fach es un museo histórico, se encuentra en el Km 56 de la ruta 259, a 22 kilómetros de Trevelin. Mervyn Evans (bisnieto del colono Thomas Dalar Evans, que se estableció en la región en 1894) es el constructor de esta reproducción de los viejos molinos que había en la zona, durante los últimos años del siglo XIX y hasta la mitad del siglo XX aproximadamente.

## Colecciones y exhibiciones
En el museo se pueden observar muchos artefactos que eran parte del día a día de los primeros galeses, tales como utensilios, ropa, escritos y demás objetos.